# Quartier de Saint-Jacques-de-la-Boucherie
Le quartier de Saint-Jacques-de-la-Boucherie est un ancien quartier de Paris qui tire son nom de l'église Saint-Jacques-de-la-Boucherie.

## Historique

### Le quartier de Saint-Jacques-de-la-Boucherie en 1702
Par une déclaration du roi en date du 12 décembre 1702 et par un arrêt du Conseil d'État du 14 février de la même année, Paris a désormais vingt quartiers qui sont bornés et limités dont le quartier de Saint-Jacques-de-la-Boucherie qui est le 2e quartier.

#### Limites du quartier
Entouré par les quartiers de la Grève, Saint-Martin, Saint-Denis, des Halles, Sainte-Opportune et de la Cité, le quartier Saint-Jacques-de-la-Boucherie est délimité à l'est par les rues Planche-Mibrai, des Arcis et de Saint-Martin, au nord par la rue aux Oues, à l'ouest par la rue Saint-Denis depuis l'angle de la rue aux Oues jusqu'à la rue de Gesvres, y compris le marché de la Porte-de-Paris et le Grand Châtelet, et au sud par la rue et le quai de Gesvres,.

#### Contenu
Jean de la Caille indique que le quartier de Saint-Jacques-de-la-Boucherie compte en 1701 :
- 2 arches ou arcades qui servent aussi d'égouts situés 
  - Rue de la Vieille-Place-aux-Veaux
- 1 barrière des huissiers, priseurs et sergents à verge
  - attenant au Grand-Châtelet
- 2 bateaux servant à laver le linge situés
  - à la descente de l'égout de la rue entre le pont Notre-Dame et le pont au Change
- 1 boucherie située
  - Place de l'Apport-Paris contenant 29 étaux
- 1 boutique ou bureau ou se mettent en les recommandations pour nourrices et servantes
  - Rue Saint-Jacques-la-Boucherie
- 2 bureaux
  - celui des marchands merciers rue Quincampoix
  - celui des huissiers priseurs, en la Cour du Grand-Châtelet
- 1 carrefour
  - de la place de l'Apport-Paris ou aboutissent les rues Saint-Germain-l'Auxerrois, Saint-Denis, Saint-Jacques-la-Boucherie, de la Triperie, Saint-Leufroy, Pierre-à-Poisson et le marché de l'Apport-Paris ou se font les publications de paix.
- 1 chapitre du Sépulcre
  - Rue Saint-Denis
- La cour du cour du Châtelet
  - ou se trouve la morgue, en laquelle on expose tous les corps morts que l'on trouve dans les rues et également ceux que l'on trouve noyés.
- 2 cloitres 
  - cloitre de Saint-Jacques-de-la-Boucherie, rue des Écrivains
  - cloitre du Sépulcre, rue Saint-Denis
- 4 communautés
  - des prêtres de Saint-Jacques-de-la-Boucherie, rue de la Vieille-Monnaie
  - des Frères Tailleurs, rue Saint-Denis
  - École des sœurs de la Charité de la paroisse de Saint-Jacques-de-la-Boucherie, rue d'Avignon
  - École des sœurs de la Charité de la paroisse de Saint-Leu-Saint-Gilles, rue Saint-Denis, près de l'église
- 1 couvent
  - Couvent des Filles de Saint-Magloire, rue Saint-Denis
- 1 égout
  - Rue de la Joaillerie
- 3 fontaines
  - Place et marché de l'Apport-Paris
  - rue Salle-au-Comte
  - à l'angle de la rue du Fer et de la rue Saint-Denis
- 1 hôpital
  - hôpital Sainte-Catherine, rue Saint-Denis
- 7 juridictions dans le Grand Châtelet
  - le Parc Civil
  - le Présidial
  - la Chambre Civile
  - la Chambre de Police
  - la Chambre Criminelle
  - la Chambre du Procureur du Roi
  - l'Audience des Auditeurs
- 181 lanternes publiques distribuées en 41 rues et cul-de-sacs
- 1 018 maisons
- 3 marchés
  - le marché de l'Apport-Paris pour toutes sortes de vivres excepté le pain
  - le marché au Suits, place aux Veaux
  - le marché aux Tripes, attenant à La Grande Boucherie de l'Apport-Paris
- 3 paroisses
  - paroisse de Saint-Jacques-de-la-Boucherie, rue des Écrivains
  - paroisse de Saint-Josse, rue Aubry-le-Boucher
  - paroisse de Saint-Leu-Saint-Gilles, rue Saint-Denis
- 2 places
  - place aux Veaux, rue de la place-aux-Veaux
  - place du Marché de la Porte-de-Paris
- 1 prison
  - prison du grand-châtelet
- 1 quai
  - le quai de Gesvres également appelé quai des Oiseaux, sur lequel on passe à couvert depuis le pont Notre-Dame jusqu'au pont au Change
- 36 rues
- 5 cul-de-sacs
- Tombereaux, pour le nettoiement et l'enlèvement des boues et immondices des rues de ce quartier, savoir 4 tombereaux pendant les mois de novembre, décembre, janvier, février et mars, 3 tombereaux pendant les mois d'avril, mai, juin, juillet, août, septembre et octobre. Le nettoyage de la place aux Veaux et rues dépendantes et l'enlèvement avec les abats des bouchers se font avec un autre entrepreneur.
- le lieu pour la vente des chevaux et carrosses saisis, se fait devant la place et le marché de la Porte de Paris jusqu'à la rue de la Heaumerie
- la voirie, pour la décharge des immondices et boues de ce quartier est située au Faubourg-Saint-Denis et à la Nouvelle-France, commune au quartier Saint-Denis.

#### Voies du quartier de Saint-Jacques-de-la-Boucherie en 1702
| Nom                                                      | Nombre de maisons | Nombre de lanternes |
| -------------------------------------------------------- | ----------------- | ------------------- |
| Rue Aubry-le-Boucher                                     | 58                | 9                   |
| Rue d'Avignon                                            | 6                 | 3                   |
| Cul-de-sac du Chat-Blanc ou cul-de-sac des Rats          |                   |                     |
| Rue des Cinq-Diamants                                    | 34                | 6                   |
| Rue du Cloitre-de-Saint-Jacques-la-Boucherie             | 1                 | 1                   |
| Cour du Grand-Châtelet                                   |                   | 2                   |
| Rue du Petit-Crucifix                                    | 7                 | 3                   |
| Rue Saint-Denis                                          | 262               | 38                  |
| Rue des Écrivains                                        | 22                | 5                   |
| Rue de Gesvres                                           | 55                | 10                  |
| Petite rue de Gesvres                                    | 2                 |                     |
| Quai de Gesvres                                          | 2                 | 5                   |
| Rue de la Heaumerie                                      | 22                | 4                   |
| Cul-de-sac de la Heaumerie ou petite rue de la Heaumerie | 6                 | 3                   |
| Rue Saint-Jacques-la-Boucherie                           | 63                | 10                  |
| Rue de la Joaillerie                                     | 27                | 4                   |
| Rue de la Vieille-                                       | 3                 | 2                   |
| Rue Saint-Leufroy                                        | 20                | 3                   |
| Rue des Lombards                                         | 61                | 10                  |
| Rue du Marché-de-la-Triperie ou rue de la Triperie       |                   | 1                   |
| Rue du Marché-de-la-Porte-de-Paris                       |                   | 1                   |
| Rue Saint-Magloire ou rue Saint-Gilles                   | 5                 | 2                   |
| rue de Marivaux                                          | 32                | 4                   |
| Cul-de-sac de Marivaux                                   | 2                 | 1                   |
| Petite rue de Marivaux                                   | 4                 | 1                   |
| Rue Ogniard                                              | 6                 | 1                   |
| Rue du Pied-de-Bœuf                                      | 15                | 3                   |
| Rue de la Place-aux-Veaux                                | 31                | 4                   |
| Rue Quincampoix                                          | 101               | 17                  |
| Cul-de-sac Quincampoix                                   | 5                 | 1                   |
| Rue Salle-au-Comte                                       | 12                | 7                   |
| Cul-de-sac Salle-au-Comte                                | 2                 | 1                   |
| Rue de la Savonnerie                                     | 29                | 3                   |
| Rue des Trois-Maures                                     | 9                 | 3                   |
| Rue Trognon                                              |                   |                     |
| Rue Trop-Va-Qui-Dure                                     | 9                 | 1                   |
| Rue Trousse-Vache                                        | 35                | 6                   |
| Rue de la Tuerie                                         |                   |                     |
| Rue de Venise                                            | 6                 | 2                   |
| Rue de la Vieille-Monnaie                                | 45                | 6                   |